# Костёл Святой Варвары (Гданьск)
Костел Святой Варвары в Гданьске (пол. Kościół św. Barbary w Gdańsku) — историческая позднеготическая приходская церковь в центре города Гданьска. С середины XVI века до 1945 года — протестантский храм.

## Описание здания
Храм имеет длину 36 м, ширину 18 м, высоту 10 м. Общая площадь составляет 648 м². Сорокаметровая башня возвышается над церковью. Три бронзовых колокола, размещенные в ней, являются подарком от вотчины священников Магдебургской епархии.
Новая стена, созданная после сноса южного прохода, украшена современными витражами гданьской художницы Варвары Массальской. Декор пресвитерии также современен. Церковь украшена семью историческими скульптурами, подаренными Национальным музеем Гданьска.

## Историческая справка
- 1387 — За городом Гданьск была построена больница для инфекционных больных с часовней, посвященной Святой Варваре, именуемая Варвара-Капеллой, была подчинена Церкви Девы Марии. С северной стороны, между нынешними ул. Długie Ogrody и ул. św. Barbary, было основано небольшое больничное кладбище[2] (нем. St. Barbara-Kirchhof).
- 1436 — Часовня Святой Варвары была восстановлена. Она получила зал, двухнефный фундамент без пресвитерии.
- 1456 — Решением епископа Куявского Яна Грущинского от 28 января больничная часовня святой Варвары была повышена до звания приходской церкви (одной из шести в Гданьске), в которой была основана приходская школа.
- 1485—1489 — Происходит расширение церкви.
- 1499 — Церковь сгорела. Пожары уничтожили ее в 1537 и 1545 годах. Она была перестроена и укреплена контрфорсами.
- 1557 — После реконструкции, благодаря изменениям в религиозном составе жителей Гданьска, храм превратился в лютеранскую церковь.
- 1619—1620 — Башня церкви была увенчана ренессансным куполом. Она была украшена часами, установленными в 1613 году.
- Конец XVI века — Органистом здесь работал композитор Петр Друсинский.
- 1726—1728 — Церковь получила дополнительный неф в стиле барокко с южной стороны.
- 1746—1747 — Выдающийся гданьский органный мастер Андреас Хильдебрандт построил 39-звучные органы.
- 1788 — Школа при церкви Святой Варвары была переведена с обучения на латыни на немецкий.
- Конец XVIII-го века — После того, как церковное кладбище было переполнено (закрыто около 1800 года), было создано небольшое протестантское кладбище площадью около 0,5 га (закрыто после открытия кладбища в районе Седльце возле улиц Zakopiańskiej и ул. Bema в 1869 году, официально закрыто в 1945 году)[3][4].
- 1806—1807 — Во время наполеоновских войн в церкви находились военный госпиталь и склады.
- 1813 — Церковь получила серьезные повреждения во время осады Гданьска.
- 1945 — В результате военных действий, стены, все верхние этажи башни и крыша рухнули, и вместе с ними большинство сводов в северных часовнях и аркадах, разделяющих нефы. Ценные органы также были уничтожены.
- 1956 — Началась реконструкция церкви.
- 1959 — Храм был передан католической церкви.
- 1961 — Церковь без южного нефа была перестроена (решение о сносе нефа было принято в 1966 году).
- 30 марта 1968 — Восстановление римско-католического прихода[5].
- 1969 — Приход получил три бронзовых колокола, подаренные немецкими католиками, предназначенных главным образом для Церкви Святой Марии в Гданьске.
- 1972 — Башня церкви была реконструирована.
- 1975 — Установка витражей по проекту Варвары Массальской.
- 1987 — Ремонт интерьера и укладка пола.
- 1988 — Последовательно восстановлены четыре витража.
- 1994 — Улучшен дизайн интерьера: стильные светильники и бра.
- 1999 — Был установлен новый орган с 16 звуками и с механическим вытяжением был построен мастером-органистом Ежи Курецки из Козьмина[6].
- Июнь 2010 — Церковь получила внешнее освещение[7].

- Костел с еще неразвитой прилегающей территорией, карта 1687 г.
- Костел с южным нефом, около 1890 г.
- Интерьер храма сегодня